# Antoni Bonaventura Gassó i Borrull
Antoni Bonaventura Gassó i Borrull   (Vilanova i la Geltrú, 27 de novembre de 1752 - Barcelona, 6 de maig de 1824) fou un economista català i secretari de la Junta de Comerç de Barcelona. Publicà España con Industria, Fuerte y Rica (1816) i Defensa ante comisiones militares francesas.

## Biografia
Fill de Feliu Gassó, botiguer i regidor de Vilanova i la Geltrú i de Josepa Borrull. Estudià a la Universitat de Cervera, on es distingí per la facilitat per aprendre llengües estrangeres, fet que li seria molt útil en les seves relacions comercials a l'estranger. Després fa la carrera de comerç a Barcelona.
El 1788 es convertí en comerciant matriculat, en ser admès al Cos de Comerç, constituït en paral·lel a la Junta de Comerç; l'any 1792 fou nomenat secretari d'ambdues entitats i també de la Reial Companyia de Comerç de Barcelona a les Índies. Fou secretari de la Junta de Comerç de Barcelona durant vint-i-cinc anys, càrrec que li serví de tribuna privilegiada per observar la dinàmica política i econòmica de Barcelona. Aquesta informació li va permetre escriure la seva obra principal, España con Industria, Fuerte y Rica (1816), que recull el seu pensament a favor del desenvolupament i la protecció de la indústria.
Els seus negocis d'importació se centraven en el comerç de cereals -particularment de blat-, importacions procedents de la Mediterrània oriental i del Nord d'Europa i d'altres productes com ara la pesca salada.
L'any 1799 fou nomenat secretari de la Junta anomenada de Reducció de Vals Reals.
Posteriorment fou cònsol honorari de Rússia, càrrec que li valgué una certa immunitat i el va ajudar amb les relacions comercials de blat des de Crimea a través de la Mar Negra.
El període d'ocupació francesa representà per Gassó el moment més delicat de la seva trajectòria pública. D'una banda ajudà els francesos amb l'aprovisionament dels exèrcits, fet que despertà sospites de complicitat amb els napoleònics. A més, fou convocat per Napoleó a Baiona per reconèixer Josep Bonaparte com a rei d'Espanya i, d'altra banda, s'encarregà de la defensa de quatre dels presoners implicats en un complot contra els ocupants.
El seu pensament reflectia l'admiració per la política britànica de l'època, amb un posicionament equilibrat entre el proteccionisme i el prohibicionisme. Va ser un home interdisciplinari, un activista de la dinamització econòmica de final del segle xviii ben conceptuat pels seus contemporanis i per autors de la vàlua de Pierre Vilar.